# Banchus nigroflavus
Banchus nigroflavus är en stekelart som beskrevs av Henry Keith Townes, Jr. 1978. Banchus nigroflavus ingår i släktet Banchus och familjen brokparasitsteklar. Utöver nominatformen finns också underarten B. n. varians.